# Elsa Morante
Elsa Morante (18. srpna 1912, Řím – 25. listopadu 1985, Řím) byla italská spisovatelka.

## Biografie
Matka byla židovského a otec sicilského původu. Od roku 1941 byla manželkou spisovatele Alberta Moravii, rozešli se roku 1961, ale nikdy nerozvedli. Za svůj první román Menzogna e sortilegio získala cenu Premio Viareggio; druhý román L'isola di Arturo získal Cenu Strega. Roku 1984 získala francouzskou cenu Prix Médicis Etranger za román Aracoeli. K jejím nejznámějším dílům patří román La storia (Příběh v historii), román o Římě za druhé světové války. Natalia Ginzburgová knihu nazvala „nejkrásnějším románem století“, odmítla ji však levicová literární kritika kvůli »pesimistickému pohledu na dějiny«. Odmítavá recenze Piera Paola Pasoliniho dokonce rozbila jejich dlouholeté přátelství (Morante spolupracovala mj. na jeho filmu Il Vangelo secondo Matteo z roku 1964, absolvovali spolu také cestu po Indii).
Literární teoretičky Věra Křížová a Věra Suková o autorčině tématech napsaly:
Ve svých vyprávěních se Elsa Morante nevyhýbala kruté realitě života. Výraznými protagonistkami jejích příběhů jsou italské ženy potýkající se s každodenními problémy. Nejsou to však ženy bezmocné, ale naopak bojovnice, které se i přes nepřízeň osudu snaží překonat překážky a ze své často bezvýchodné situace vybřednout. Tato víra ve schopnost žen úspěšně se vypořádat s životními nesnázemi pramenila možná i z povahy a zkušeností samotné spisovatelky, která se celý život úspěšně snažila být soběstačná.

## Dílo

### Romány
- Menzogna e sortilegio (1948)
- L'isola di Arturo (1957)
- Lo scialle andaluso (1963)
- La storia (1974)
- Aracoeli (1982)

### Sbírky povídek
- Il gioco segreto (1941)
- Lo scialle andaluso (1963)
- Racconti dimenticati (2002)

### Poezie
- Alibi (1958)
- Il Mondo Salvato dai Ragazzini (1968)
- La canzone degli F.P. e degli I.M. in tre parti

### Pro děti
- Le straordinarie avventure di Caterina (1959)

### Eseje
- Pro e contro la bomba atomica (1987)

### České překlady
- Aracoeli, přel. Zdeněk Frýbort; Praha: Odeon, 1988
- Příběh v historii, přel. Zdeněk Frýbort; Praha: Odeon, 1990
- Arturův ostrov, přel. Alice Flemrová; Praha: Argo, 2022[2]